# Districtsraad (Suriname)
Een districtsraad is een groep volksvertegenwoordigers (een raad) in een van de tien districten van Suriname. De raad is belast met de regelgeving en het bestuur van het district. De districtsraden behoren tot de decentrale bestuursstructuur van Suriname. De bestuurlijke indeling is geregeld in hoofdstuk 21 van de Grondwet van Suriname. Artikel 161 lid 2 uit dit hoofdstuk bepaalt dat de districtsraad het hoogste politiek-bestuurlijke orgaan is van een district.
De districtsraden zijn de middelste bestuurslaag in Suriname, ze zijn geplaatst tussen De Nationale Assemblée en de ressortraden. De leden van de Assemblée en van de ressortraden worden gekozen tijdens de verkiezingen in Suriname die in principe vijfjaarlijks plaatsvinden. De leden van de districtsraden worden indirect gekozen. Artikel 131 van de Kiesregeling bepaalt dat de leden van de districtsraad worden aangewezen en verkozen verklaard. De uitslagen van de verkiezingen van de ressortraden vormen de basis voor de zetelverdeling in de districtsraden. De zetelverdeling in een districtsraad is hiermee een afspiegeling van alle zetels in de ressortraden van een district.
Districtsraden worden geleid door een districtscommissaris (dc), die door de president van Suriname wordt benoemd. Samen met vertegenwoordigers uit de regering van Suriname maakt de dc deel uit van het dagelijks bestuur. Het districtsbestuur is verantwoording verschuldigd aan de districtsraad. De raad vergadert ten minste eenmaal per maand. De vergaderingen zijn openbaar. De leden van de raad ontvangen een onkostenvergoeding en een representatietoelage.

## Bevoegdheden districtsraad
De bevoegdheden van de districtsraad zijn vastgelegd in de Wet Regionale Organen. De raad is belast met de regelgeving en het bestuur van het district en is bevoegd om districtsverordeningen vast te stellen. Besluiten en verordeningen van de raad mogen niet strijdig zijn met wettelijke regelingen of regeringsvoorschriften. De raad mag bestemmingsheffingen (belastingen) opleggen en een districtsfonds opzetten. Hiervoor is goedkeuring van De Nationale Assemblée vereist. De verordeningen van de raad moeten aan De Nationale Assemblée worden voorgelegd die een verordening kan vernietigen of kan vragen om de verordening  te wijzigen. Districtsverordeningen worden door de president vastgesteld en in het staatsblad gepubliceerd.

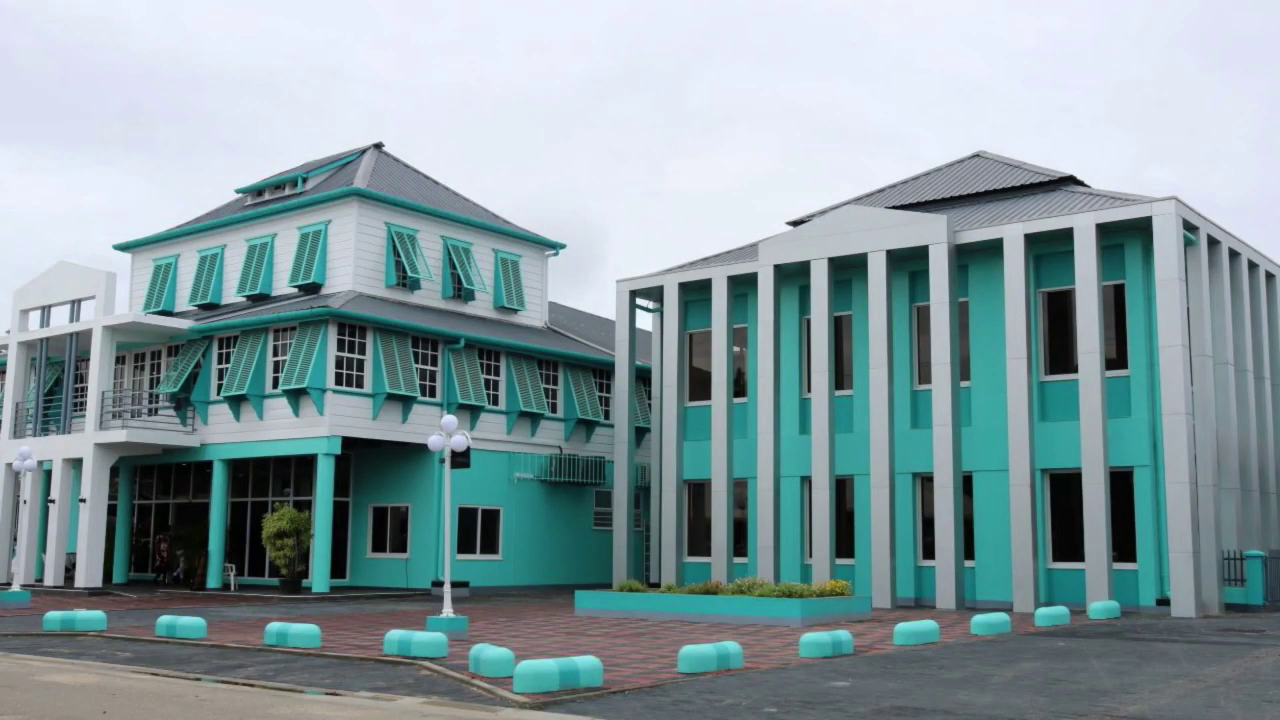
Districtscommissariaat Nickerie. Nieuwbouw 2020

Tot de taken van het dagelijks bestuur van het district behoren de uitvoering en toezicht op de naleving van wet en regelgeving, het handhaven van de openbare orde en rust, het opstellen en uitvoeren van districts- en ressortplannen, beheer van het districtsfonds, instandhouding en onderhoud van lokale wegen en bijbehorende infrastructuur zoals bruggen, sluizen, etc., zorg voor bruikbaarheid en veiligheid van plantsoenen, pleinen en andere voor openbaar gebruik bestemde plaatsen, het toezicht houden op de openbare gezondheidszorg en de uitvaartverzorging, brandpreventie en bestrijding van rampen.
De districts- en ressortplannen worden in de wet nader omschreven. In de plannen worden de mogelijkheden voor sociaal-economische ontwikkeling van een district aangegeven. Hierbij kan een breed scala aan onderwerpen aan de orde komen. De wet noemt onder meer: het natuurlijk milieu en woon- en leefklimaat, civieltechnische infrastructuur, agrarische en industriële ontwikkeling, nutsbedrijven, onderwijs, cultuur en sport, medische en sociale zorg.

## Organisatie verkiezingen en zeteltoewijzing
Voor de verkiezingen leveren de politieke partijen hun kandidatenlijsten in bij het hoofdstembureau van het district, ook voor de districtsraad. Vermelding op meerdere lijsten is niet toegestaan.
Na afloop van de verkiezingen worden de zetels in de districtsraad toegekend aan de politieke organisaties,  in verhouding tot de in de ressortraden veroverde zetels. Bij de toewijzing wordt de volgorde op de kandidatenlijsten van de politieke organisaties gevolgd.
De kiesbureaus van de ressorten sturen de resultaten van verkiezingen naar het hoofdstembureau. Die voert een berekening uit waarbij de breukdelen van de uitslag belangrijk zijn voor de definitieve zetelverdeling tussen de partijen. 
Het resultaat van de berekening wordt overhandigd aan het Centraal Hoofdstembureau II, dat belast is met de controle op de verkiezingen van de ressortraden. Dit stembureau stelt uiteindelijk vast welke kandidaten de zetels in de districtsraden gaan bezetten.
Voorbeeldberekening zeteltoewijzing in een districtsraad met negen zetels waaraan vier partijen hebben deelgenomen.
| Politieke organisaties | Zetels in ressort I | Zetels in ressort II | Zetels in ressort III | Totaal aantal zetels per partij | Zetelverhoudingen in de districtsraad |
| ---------------------- | ------------------- | -------------------- | --------------------- | ------------------------------- | ------------------------------------- |
| Partij A               | 3                   | 4                    | 10                    | 17                              | 17 : 54 × 9 = 2 5⁄6 zetel             |
| Partij B               | 7                   | 3                    | 3                     | 13                              | 13 : 54 × 9 = 2 1⁄6 zetel             |
| Partij C               | 3                   | 1                    | 11                    | 15                              | 15 : 54 × 9 = 2 3⁄6 zetel             |
| Partij D               | 5                   | 1                    | 3                     | 9                               | 9 : 54 × 9 = 1 3⁄6 zetel              |
| Totaal per ressort     | 18                  | 9                    | 27                    | 54                              |                                       |

Partij A heeft de hoogste breukwaarde (5⁄6) en krijgt de eerste restzetel. De partijen C en D hebben dezelfde breukwaarde (3⁄6). Tussen deze partijen moet worden geloot. Als het lot partij C aanwijst dan wordt de zetelverdeling in de districtsraad als volgt:
| Politieke organisaties | (Hele) zetels | Restzetels | Totaal in districtsraad |
| ---------------------- | ------------- | ---------- | ----------------------- |
| Partij A               | 2             | 1          | 3 zetels                |
| Partij B               | 2             | 0          | 2 zetels                |
| Partij C               | 2             | 1          | 3 zetels                |
| Partij D               | 1             | 0          | 1 zetel                 |
| Totaal                 |               |            | 9 zetels                |

## Aantal zetels
Overzicht per district van de zetels in de ressortraden en in de districtsraad in 2015.
| Districten | Aantal ressorten | Totaal aantal zetels in de ressortraden | Aantal zetels in de districtsraad |
| ---------- | ---------------- | --------------------------------------- | --------------------------------- |
| Paramaribo | 12               | 200                                     | 21                                |
| Wanica     | 7                | 111                                     | 21                                |
| Nickerie   | 5                | 65                                      | 11                                |
| Coronie    | 3                | 23                                      | 7                                 |
| Saramacca  | 6                | 64                                      | 9                                 |
| Commewijne | 6                | 68                                      | 11                                |
| Marowijne  | 6                | 58                                      | 9                                 |
| Para       | 5                | 53                                      | 9                                 |
| Brokopondo | 6                | 58                                      | 9                                 |
| Sipaliwini | 6                | 64                                      | 11                                |
| Totaal     | 62               | 764                                     | 118                               |